# Vespa sexcincta
Vespa sexcincta är en getingart som beskrevs av Franz Paula von Schrank 1802. Vespa sexcincta ingår i släktet bålgetingar, och familjen getingar. Inga underarter finns listade i Catalogue of Life.